# 福冨芳美
福冨 芳美（ふくとみ よしみ、1914年11月23日 - 1992年4月22日）は、昭和～平成初期のファッションデザイナー、教育者。旧姓は小田。

## 経歴
岡山県生まれ。兵庫県立第一神戸高等女学校を卒業後、婦人服の仕立て職人に弟子入り。その後上京して杉野学園ドレスメーカー女学院で学び、1937年に神戸ドレスメーカー女学院（現・神戸ファッション専門学校）開校。戦後は大丸神戸店の顧問デザイナーに招聘され、パリやニューヨークへ出かける機会を得る。また、神戸在住のまま飛行機で日本大学芸術学部美術学科に通い、1961年に卒業した。
1967年に明石女子短期大学を創立し、学長兼教授となる。日本家政学会、人間工学会、日本デザイナークラブ、ザ・ファッション・グループ（本部ニューヨーク）等の会員。1992年に心不全のため死去。77歳。正五位に叙せられた。
趣味は絵画、旅行、美術。夫は福冨震一（学校法人福冨学園理事長）。

## 栄典
- 藍綬褒章 - 1975年[1]
- 勲三等瑞宝章 - 1987年[1]
- 兵庫県教育功労者表彰 - 1965年[1]
- 神戸市文化賞 - 1982年[1]
- 産業教育功績者文部大臣表彰 - 1984年[1]
- 兵庫県文化賞 - 1985年[1][8]

## 参考資料
発行年順
- 神戸新聞出版センター『兵庫県大百科事典』神戸新聞出版センター、1983年。
- 福冨学園50年史編纂委員会『福冨学園50年史』学校法人福冨学園、1990年。
- 日外アソシエーツ『デザイナー人名事典』日外アソシエーツ ; 紀伊国屋書店 (発売)、1996年。
- 上田正昭、西澤潤一、平山郁夫、三浦朱門『講談社日本人名大辞典』講談社、2001年。
- 日外アソシエーツ『学校創立者人名事典』日外アソシエーツ ; 紀伊國屋書店 (発売)、2007年。
- 瀬戸本 淳. “連載 神戸秘話 13　女性たちに「装う喜び」を　神戸洋裁教育の母　福冨芳美”. kobecco.hpg.co.jp.   神戸っ子. 2018年1月18日閲覧。